# Dom Marcos
Dom Marcos foi um compositor e cantor de sambas de enredo brasileiro. Era famoso no Carnaval de São Paulo, sendo considerado uma de suas maiores vozes.
Foi também o compositor de três sambas considerados clássico do samba-enredo paulistano: “Babalotim, a história dos afoxés”, “Do iorubá ao reino de oyó” e “Catopês do milho verde. De escravo a rei". É pai do também cantor e compositor Dom Júnior.

## Biografia
Em 1988, Dom Marcos foi compositor do samba "Catopês do Milho Verde", da Colorado do Brás, considerado pela crítica como um dos sambas mais bonitos do carnaval paulistano.
Após passagens por diversas escolas do Grupo Especial do Carnaval Paulista, como Rosas de Ouro e Nenê de Vila Matilde, em 2014 foi o cantor e único compositor do samba da Mocidade Unida da Mooca, campeã daquele ano, em que homenageava o cantor Pixinguinha.
Em 2017 participou de uma série de shows com o lançamento de um DVD.
Em 2019 foi autor do samba da escola Dom Bosco. Também foi homenageado pela Mocidade Unida da Mooca, gravando ao lado de Eliana de Lima e os intérpretes da escola o samba da agremiação para aquele ano. Faleceu em 15 de junho de 2019, aos 62 anos, de causas não divulgadas.